# Хлебцевич, Евгений Иванович
Евге́ний Ива́нович Хлебце́вич (6 августа 1884, Жировицы, Гродненская губерния, Российская империя — 20 октября 1953, Москва, СССР) — русский, советский и белорусский библиограф, библиотековед и книговед. Участник белорусского национального движения. Кандидат педагогических наук (1947)

## Биография
Отец — Иоанн Хлебцевич — преподавал математику в духовной школе местечка Жировичи, а с 1897 года стал православным священником в селе Кленики на Подляшье (ныне Польша), организовал начальные школы, потребительский кооператив, павленковскую библиотеку. Брат — Владимир Хлебцевич.
Окончив в 1906 году Виленскую духовную семинарию, Евгений Хлебцевич вернулся ненадолго в Кленики. В 1907 году был студентом Юрьевского университета. В 1908 году поступил на естественный факультет Петербургского университета, который окончил в 1913 году.
В 1906 году участвовал во втором съезде Белорусской социалистической громады. С этого года печатал заметки в белорусских газетах «Наша Доля» и «Наша Ніва», издаваемых в Вильне (псевдоним: Халімон с-пад пушчы). Сотрудничал в петербургской газете «Новая Русь». В числе организаторов Белорусского научно-литературного кружка и Белорусского краеведческого общества при Петербургском университете (1912 год).
В 1919 году был призван в Красную Армию в связи с началом Гражданской войны в РСФСР в качестве библиотечного работника и руководил данной работой вплоть до 1930 года. В 1919 году инструктор Белорусского подотдела Народного комиссариата просвещения РСФСР в Киеве и Москве, затем заведовал библиотечным отделением политического управления Реввоенсовета.
В 1930 году был принят на работу в Наркомпрос РСФСР и Сельхозгиз на преподавательскую работу и проработал вплоть до 1943 года.
В 1943 году был принят на работу в МГБИ, и назначен на должность старшего преподавателя и учёного секретаря вплоть до своей смерти.
Скончался 20 октября 1953 года в Москве.

## Научные работы
Основные научные работы посвящены библиографии и библиотечному делу. Автор свыше 345 научных работ и ряда книг, 44 научных работ посвящены истории библиотек БССР и белорусской литературы.
- Исследовал проблему «писатель и читатель», вопросы управления чтением
- Переписывался с выдающимися белорусскими и русскими писателями: Максимом Богдановичем, Максимом Горьким, Алексеем Новиковым-Прибоем, Александром Серафимовичем, а также с путешественником Петром Козловым.
- Посвятил воспоминания и статьи Яну Борщевскому, Франтишку Богушевичу, Александру Бурбису, Алоизе Пашкевич-Кяйрис, Янке Купале.
- Собрал огромную коллекцию отзывов читателей о произведениях русских и болгарских писателей.